# Langlands-Programm
Das Langlands-Programm der Mathematik besteht in einer Reihe von weitreichenden Vermutungen, die die Zahlentheorie und die Darstellungstheorie von Gruppen miteinander verknüpfen. Sie wurden von Robert Langlands seit 1967 aufgestellt.

## Verbindung zur Zahlentheorie
Als Ausgangspunkt des Programms kann man das Reziprozitätsgesetz von Artin ansehen, das das quadratische Reziprozitätsgesetz verallgemeinert. Artins Reziprozitätsgesetz ordnet einem algebraischen Zahlkörper, dessen Galoisgruppe über {\displaystyle \mathbb {Q} } kommutativ (abelsch) ist, eine L-Funktion der eindimensionalen Darstellungen der Galoisgruppe zu und besagt, dass diese L-Funktion mit einer gewissen Dirichletschen L-Reihe übereinstimmt.
Für nichtabelsche Galoisgruppen und höherdimensionale Darstellungen kann man ebenfalls L-Funktionen in natürlicher Weise definieren.

## Automorphe Darstellungen
Die Idee von Langlands war es, eine geeignete Verallgemeinerung der Dirichletschen L-Funktionen zu finden, die es erlaubt, die Aussage von Artin in diesem allgemeineren Rahmen zu formulieren.
Hecke hatte schon früher Dirichletsche L-Funktionen mit automorphen Formen, also mit holomorphen Funktionen der oberen Halbebene der komplexen Zahlen {\displaystyle \mathbb {C} }, die gewisse Funktionalgleichungen erfüllen, in Verbindung gebracht (siehe Hecke-Operator). Langlands verallgemeinerte dies auf automorphe kuspidale Darstellungen. Dabei handelt es sich um unendlichdimensionale irreduzible Darstellungen der allgemeinen linearen Gruppe {\displaystyle \mathrm {GL} _{n}} über dem Ring der Adele von {\displaystyle \mathbb {Q} }, wobei dieser Ring alle Vervollständigungen von {\displaystyle \mathbb {Q} } berücksichtigt, siehe p-adische Zahlen.
Langlands wies diesen automorphen Darstellungen gewisse L-Funktionen zu und vermutete, dass jede L-Funktion einer endlichdimensionalen Darstellung der Galoisgruppe mit der L-Funktion einer automorphen kuspidalen Darstellung übereinstimmt. Dies ist die sogenannte „Reziprozitätsvermutung“.

## Ein allgemeines Funktorialitätsprinzip
Langlands verallgemeinerte dies noch weiter: Anstelle der allgemeinen linearen Gruppe {\displaystyle \mathrm {GL} _{n}} kann man andere reduktive Gruppen betrachten. Zu einer solchen Gruppe {\displaystyle G} konstruierte Langlands eine komplexe Lie-Gruppe {\displaystyle {}^{\mathrm {L} }G}, und für jede automorphe kuspidale Darstellung von {\displaystyle G} und jede endlichdimensionale Darstellung von {\displaystyle {}^{\mathrm {L} }G} definierte er eine L-Funktion. Eine seiner Vermutungen besagt dann, dass diese L-Funktionen gewisse Funktionalgleichungen erfüllen, die solche von bekannten L-Funktionen verallgemeinern.
In diesem Rahmen formulierte Langlands ein allgemeines „Funktorialitätsprinzip“: Wenn zwei reduktive Gruppen und ein Morphismus zwischen ihren L-Gruppen gegeben sind, so sind diesem vermuteten Prinzip nach ihre automorphen Darstellungen miteinander in einer Weise verbunden, die mit ihren L-Funktionen verträglich ist. Diese Funktorialität impliziert alle anderen Vermutungen. Es ist vom Typ her die Konstruktion einer induzierten Darstellung, was in der traditionellen Theorie der automorphen Formen eine „Liftung“ genannt wurde. Versuche, eine solche Konstruktion direkt anzugeben, haben nur zu eingeschränkten Resultaten geführt.
All diese Vermutungen können auch für andere Körper formuliert werden. Anstelle von {\displaystyle \mathbb {Q} } kann man algebraische Zahlkörper, lokale Körper und Funktionenkörper, d. h. endliche Körpererweiterungen von {\displaystyle \mathbb {F} _{p}(t)} betrachten, wobei {\displaystyle p} eine Primzahl und {\displaystyle \mathbb {F} _{p}(t)} den Körper der rationalen Funktionen über dem endlichen Körper mit {\displaystyle p} Elementen bezeichnet.

## Ideen, die zum Langlands-Programm führten
In das Programm gingen folgende Ideen ein: die Philosophie der Spitzenformen, die einige Jahre zuvor von Israel Gelfand formuliert worden war, der Zugang von Harish-Chandra zu halbeinfachen Liegruppen und im technischen Sinn die Spurformel von Selberg und anderen. Das Neue in Langlands Arbeit war, neben der technischen Tiefe, die vermutete direkte Verbindung zur Zahlentheorie und die funktorielle Struktur des Ganzen.
In den Arbeiten von Harish-Chandra findet man beispielsweise das Prinzip, dass man das, was man mit einer halbeinfachen (oder reduktiven) Liegruppe tun kann, für alle machen sollte. Wenn somit die Rolle von niederdimensionalen Liegruppen wie der {\displaystyle \mathrm {GL} (2)} in der Theorie der Modulformen erkannt worden war, so war der Weg offen für Spekulationen über {\displaystyle \mathrm {GL} (n)} für beliebiges {\displaystyle n>2}.
Die Idee der Spitzenform rührte von den Spitzen bei Modulkurven her, sie war aber auch sichtbar in der Spektraltheorie als diskretes Spektrum, im Gegensatz zu dem kontinuierlichen Spektrum von Eisensteinreihen. Dieser Zusammenhang wird für größere Liegruppen technisch weit komplizierter, da die parabolischen Untergruppen zahlreicher sind.

## Ergebnisse und Preise
Teile des Programms für lokale Körper wurden 1998 beendet und das für Funktionenkörper 1999. Laurent Lafforgue erhielt 2002 die Fields-Medaille für seine Arbeiten im Fall von Funktionenkörpern. Diese setzten frühere Untersuchungen von Vladimir Drinfeld fort, der 1990 ebenfalls mit der Fields-Medaille ausgezeichnet wurde. Für Zahlkörper ist das Programm nur in wenigen speziellen Fällen bewiesen, zum Teil von Langlands selbst. Für lokale Funktionenkörper wurde die Langlandsvermutung von Gérard Laumon, Michael Rapoport, Ulrich Stuhler bewiesen. Die lokale Langlandsvermutung (für lokale p-adische Körper) wurde 1998 von Michael Harris und Richard Taylor sowie unabhängig davon von Guy Henniart bewiesen.
Langlands erhielt 1996 den Wolf-Preis für Mathematik für seine Arbeit zu diesen Vermutungen und im Jahre 2018 den Abel-Preis. Für den Beweis des Fundamentallemmas erhielt Ngô Bảo Châu 2010 die Fields-Medaille.

## Geometrisches Langlands-Programm
Wegen der großen Schwierigkeiten der Realisierung des Langlands-Programms in der Zahlentheorie sind einige Mathematiker (Alexander Beilinson, Vladimir Drinfeld, Gérard Laumon ab den 1980er Jahren, Edward Frenkel, Dennis Gaitsgory, Kari Vilonen) dazu übergegangen, bei der Langlands-Korrespondenz statt Zahlkörper Funktionenkörper (Kurven über den komplexen Zahlen oder endlichen Körpern) zu betrachten. Das folgt einer alten Tradition, statt den schwierigeren Fall von Zahlkörpern zunächst den einfacheren von Funktionenkörpern zu studieren. Das Gebiet hat Verbindungen zu Stringtheorie und konformen Quantenfeldtheorien seit der Arbeit von Anton Kapustin und Edward Witten, die S-Dualität mit der geometrischen Langlands-Korrespondenz in Verbindung brachten. Es gibt auch Verbindungen zur topologischen Quantenfeldtheorie. Im Mai 2024 wurde von einer Gruppe von Autoren unter Federführung von D. Gaitsgory und S. Raskin eine Serie von Preprints veröffentlicht, die die geometrische Langlands-Vermutung beweisen soll.